# Tejeda del Sueve
Las tejedas del Sueve es un bosque milenario situado en la sierra del Sueve, en Asturias. Este bosque está considerado la mayor concentración de tejos (Taxus baccata) de Europa y una de las masas forestales más antiguas del continente.
El bosque está formado por más de 8.000 tejos y una superficie de 80 hectáreas.
Según un estudio del diario El Mundo este bosque es el octavo más importante de España.

## Estado
La situación actual del bosque es precaria, pues debido a la existencia de herbívoros, principalmente gamos, los nuevos brotes y plantones de árboles jóvenes son destruidos, lo que implica la casi inexistencia de nuevos elementos en el bosque. Esta situación tiene como consecuencia el envejecimiento de la masa forestal.

## Protección
En 2008 la consejería de Medio ambiente anunció para otoño la declaración del bosque como espacio protegido.